# VIVA Plus
VIVA Plus war ein deutscher Musik-Fernsehsender, der am 7. Januar 2002 um 13:00 Uhr als Nachfolger von VIVA Zwei mit Sitz in Köln auf Sendung ging. Zunächst wurde er von der VIVA Media AG, später von Viacom mit Sitz in Berlin geführt. Am 14. Januar 2007 wurde der Sender in Comedy Central überführt, der einen Tag später den Sendebetrieb aufnahm.

## Geschichte
Zum Sendestart des Fernsehsenders waren, bis zur Übernahme von Viacom im Sommer 2004, die VIVA Media AG mit 51 % und AOL Time Warner mit 49 % beteiligt. Der Anspruch des Senders war zu Anfang, das „CNN des Musikfernsehens“ zu werden. Dominiert wurde das Programm von Info-Laufbändern, so genannten „Crawls“, und den stündlichen VIVA-Plus-News. Darüber hinaus gab es in London, Los Angeles, Berlin und Hamburg Korrespondenten, die täglich aus den Städten über tagesaktuelle Themen berichteten. Auch aus den VIVA-Plus-Studios in Köln wurde die tägliche Sendung Cologne Day ausgestrahlt, bei der u. a. verschiedene Musiker eingeladen wurden. Zum Sommer waren weitere Korrespondenten geplant, die aus Barcelona, München, Frankfurt am Main und Tokio berichten sollten. Die Idee des Senders schien jedoch nicht aufzugehen und aus weiteren Plänen wurde nichts, da die erwarteten Konzernumsätze nicht erreicht wurden und der größte Einzelaktionär AOL Time Warner stärkeres Engagement in ein neues Konzept setzte – die eines reinen Clip-Senders, wie der damalige Konkurrenzsender MTV2 Pop.
VIVA Plus wurde daraufhin radikal umgestellt und es folgte das bis zuletzt verfolgte Konzept eines interaktiven Senders, bei dem die Zuschauer durch Tele-Votings beteiligt wurden. Ab diesem Zeitpunkt wurde das Programm von VIVA Plus vom interaktiven Programm Get the Clip und dessen nach Musikgenre gruppierten Variationen geprägt. Get the Clip war eine Art Playlist, die vom Zuschauer via SMS oder IVR zusammengestellt werden konnte. Wenn die Wahl per SMS übermittelt wurde, konnte zusätzlich eine Kurzbotschaft mitgeschickt werden, die in Folge dann im Fernsehprogramm eingeblendet wurde.
Der Sender wurde schließlich optisch an den Muttersender VIVA angepasst. Das Programmschema erholte sich langsam und wurde nach und nach mit neuen unmoderierten Formaten wieder ausgebaut, ehe die VIVA Media AG 2005 durch Viacom übernommen wurde und ein Großteil dieser Formate wieder eingestellt wurde. Zuletzt wurden gleich drei verschiedene Call-In-Sendungen im Stile des Senders 9Live auf VIVA Plus ausgestrahlt und machten damit bis zu 40 % der täglichen Sendezeit aus.
Am Morgen des 14. Januar 2007 wurde VIVA Plus von Viacom durch den Comedysender Comedy Central ersetzt. Ab diesem Zeitpunkt stand das Hauptformat von VIVA Plus, Get the Clip, auf der Programmliste des Muttersenders VIVA. Das Programm wurde seit Januar 2011 nur noch von Montag bis Freitag zweimal täglich ausgestrahlt und war am Wochenende nicht mehr zu sehen. Die letzte Ausgabe der Sendung lief am 19. Februar 2014.
Durch die stetig steigende Ausfüllung des Programms von VIVA Plus mit Call-In-Sendungen und Klingeltonwerbung sowie der anstehenden Beendigung des Sendebetriebs wurde unter anderem vom ehemaligen VIVA-Mitarbeiter Mola Adebisi der Musiksender iMusic1 gegründet, der das Get-the-Clip-Prinzip anfangs komplett verfolgte.

## Ehemalige Moderatoren
- Alex – Moderation Cologne Day
- Chris Multer – Korrespondent Hamburg, Moderation Cologne
- Daniel Ende – Moderation Cologne Day
- Futschi Matheis – Moderation Cologne Day
- Jan Hendrik Becker – Korrespondent Berlin
- Julia Althoff – Moderation Cologne Day
- Katjuschka Altmann – Moderation Cologne Day
- Michael Wigge – Korrespondent London
- Mirjam Weichselbraun – Moderation Cologne Day
- Simone Bargetze – Korrespondentin Los Angeles
- Tobias Trosse – Moderation News Plus
- Yousef Hammoudah – Moderation Cologne Day

## Logos

Logo bis Oktober 2002
Logo bis August 2004
Letztes Logo